# Nilea aurea
Nilea aurea är en tvåvingeart som först beskrevs av Blanchard 1942.  Nilea aurea ingår i släktet Nilea och familjen parasitflugor. Inga underarter finns listade i Catalogue of Life.